# باتريك ويلسون
باتريك ويلسون (بالإنجليزية: Patrick Wilson) (مواليد 3 يوليو 1973 –) ممثل ومغني أمريكي. ولد في نورفولك، فيرجينيا. شارك في العديد من مسرحيات برودواي، ومسلسلات وأفلام منها: الأطفال الصغار؛ والمراقبون؛ وفريق النخبة؛ والشعوذة.
تخرج باتريك من جامعة كارنيغي ميلون (بشهادة بكالوريوس فنون جميلة)، قسم الدراما عام 1995. والدته، ماري كاي ويلسون، مدرسة صوت ومغنية محترفة. عمل والده، جون فرانكلين ويلسون، كمراسل صحفي في دبليو تي في تي التابعة لفوكس في تامبا، فلوريدا، ثم عمل كمذيع للأخبار في تليفزيون دبليو إيه في واي في بورتسموث. عمل شقيقه، مارك، أيضا كمراسل صحفى ثم مذيع في دبليو تي في تي. قام ويلسون بعدة أعمال منها مسرحية كاروسيل التي رُشح من خلالها لعدة جوائز. في 18 يونيو 2005، تزوج ويلسون من البولندية الأمريكية داغمارا دومنزيك، ولديهم ابنان هما: كالين من مواليد 2006، وكاسيان من مواليد 2009.

## أعماله

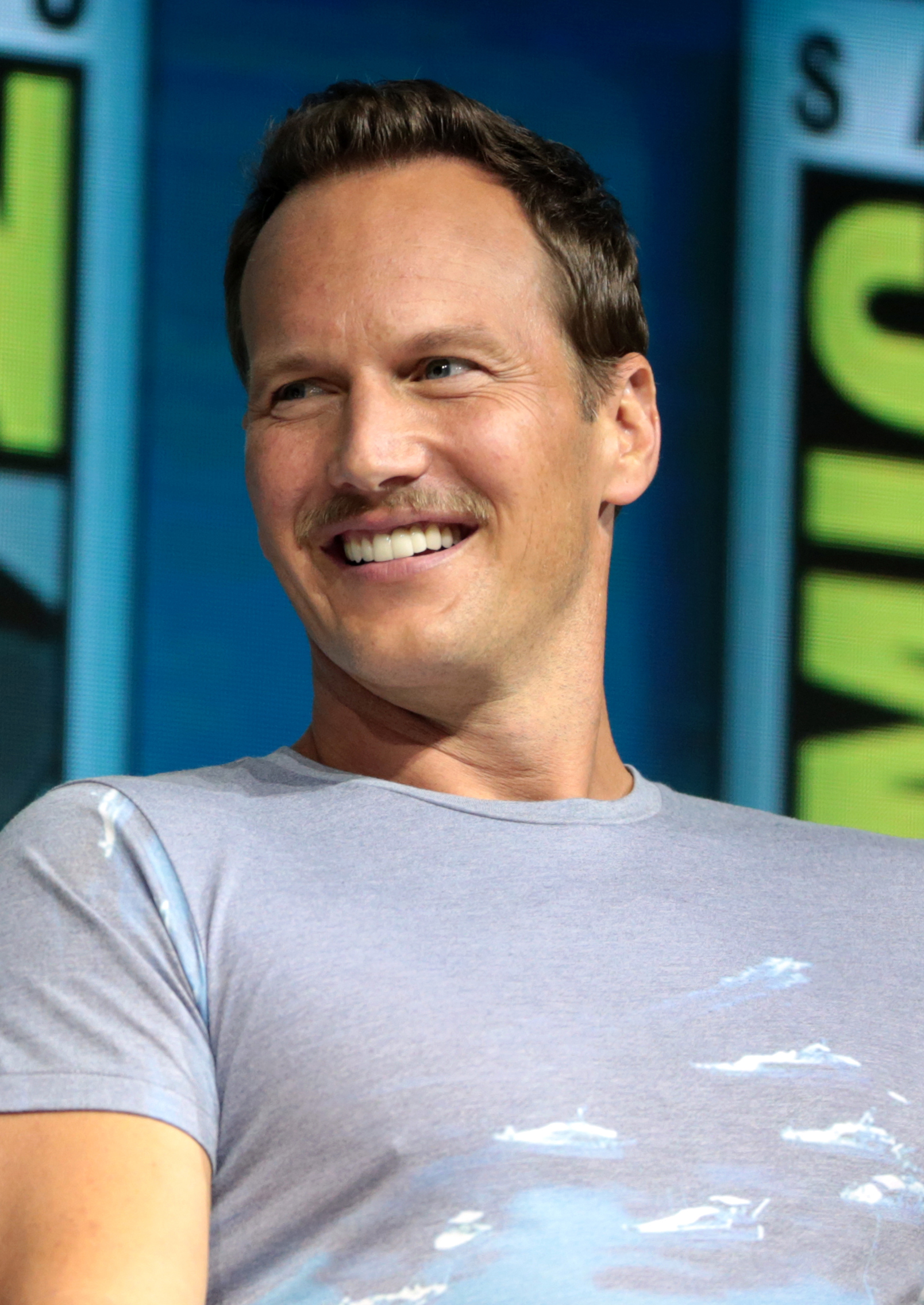
ويلسون في سان دييغو كومك-كون في عام 2018.

| أعمال                 | الدور/الوظيفة                    |
| --------------------- | -------------------------------- |
| الشعوذة 3             | إد وارن                          |
| أنابيل تعود للديار    | إد وارن                          |
| في العشب الطويل       | روس همبولت                       |
| ميدواي                | إدوين لايتون                     |
| الرجل المائي          | أورم ماريوس / سيد المحيط         |
| الراكب                | أليكس مورفي                      |
| الشعوذة 2             | إد وارن                          |
| المؤسس                | رولي سميث                        |
| النقطة الجوفاء        | الشريف والاس سكولكين             |
| نوع من القتل          | والتر ستاكهاوس                   |
| أمور تنبع من القلب    |                                  |
| زيبر                  | سام إليس                         |
| فارغو (الموسم الثاني) | لو سولفرسون                      |
| منزلي الجهنمي الحبيب  | دون تشامبين                      |
| منشار العظام          | آرثر اودوير                      |
| فجوة الحجر الكبير     | جاك ماكشيسني                     |
| جاك سترونغ            | ديفيد فوردن                      |
| امتداد                | كيفن "ستريتش" برزيزوفسكي         |
| فارغو (الموسم الأول)  | لو سولفرسون                      |
| محطة الفضاء 76        | الكابتن جلين تيري                |
| الشعوذة               | إد وارن                          |
| غدار: الفصل الثاني    | جوش لامبرت                       |
| بروميثيوس             | السيد شو                         |
| الحافة                | جو هاريس                         |
| شاب بالغ              | بادي سليد                        |
| تبديل                 | رولاند نيلسون                    |
| باري مونداي           | باري مونداي                      |
| غدار                  | جوش لامبرت                       |
| فريق النخبة           | العميل لينش / العميل فانس بورريس |
| المراقبون             | دان دريبيرغ / نايت آول الثاني    |
| الركاب                | إريك كلارك                       |
| ليكفيو تيراس          | كريس ماتسون                      |
| مساء                  | هاريس أردن                       |
| الأطفال الصغار        | براد ادامسون                     |
| هارد كاندي            | جيف كولفر                        |
| معركة ألامو           | وليام باريت ترافيس               |
| شبح الأوبرا           | الفيكونت راؤول دي شاجني          |

## مواقع خارجية
- باتريك ويلسون على موقع IMDb (الإنجليزية)
- باتريك ويلسون على موقع روتن توميتوز (الإنجليزية)
- باتريك ويلسون على موقع قاعدة بيانات الأفلام العربية
- باتريك ويلسون على موقع ألو سيني (الفرنسية)
- باتريك ويلسون على موقع ميوزك برينز (الإنجليزية)
- باتريك ويلسون على موقع أول موفي (الإنجليزية)
- باتريك ويلسون على موقع أول موفي (الإنجليزية)
- باتريك ويلسون على موقع بوكس أوفيس موجو (الإنجليزية)
- باتريك ويلسون على موقع قاعدة بيانات برودواي على الإنترنت (الإنجليزية)
- باتريك ويلسون على موقع قاعدة بيانات الأفلام السويدية (السويدية)